# خوشه‌های آهن-نیکل

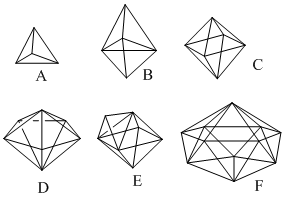
شکل ۱: چند وجهی مثلثی بسته. (الف) چهار وجهی (T _{d})، (ب) دو هرم مثلثی (D _{3h}). ج) هشت وجهی (O _{h}). (د) دو هرم پنج ضلعی (D _{5d}). (ه) هشت وجهی درپوش (C _{s}). (f) هشت وجهی (C _{2r})

خوشه‌های آهن نیکل (Fe-Ni) (به انگلیسی: Iron–nickel clusters) خوشه‌های فلزی هستند که از آهن و نیکل تشکیل شده‌اند. ساختارهای آهن-نیکل توسط دو یا چند پیوند فلز-فلز در ساختار چندوجهی قرارگرفته است. مکان اتم‌های فلزی در راس این چندوجهی‌های بسته و مثلثی می‌باشد.
شکل ۱ تصویری سه بعدی ار این انواع مخلتف خوشه‌هایی که به شکل هرم مثلثی هستند نشان می‌دهد.
سیستم‌های حجیم مربوط به اتم‌های آهن و نیکل انواع ناهنجاری‌های وابسته به ترکیب و اثرات غیرعادی را نشان می‌دهند. کامپوزیت‌های Fe-Ni به امید درک و استفاده از این خواص غیرعادی و جدید مورد مطالعه قرار می‌گیرند.
خوشه‌های Fe-Ni برای چندین هدف اصلی استفاده می‌شوند. بسته به مکانیزم واکنش، خوشه‌های آهن-نیکل از یک تا صدها اتم در کاتالیز استفاده می‌شوند. علاوه بر این، خوشه‌های Fe-Ni، معمولاً از یک یا دو اتم فلز، در سیستم‌های بیولوژیکی استفاده می‌شوند. در ادامه به این کاربردها پرداخته شده‌است.

## خواص عمومی

### ساختار و هندسه
چند راهکار کلی در تعیین خوشه‌های آهن-نیکل شناسایی شده‌است. خوشه‌های بزرگ‌تر که حاوی دو عنصر آهن و نیکل هستند در صورتی که آن در داخل خوشه و نیکل در خارج آن قرار گرفته باشد، پایدارتر هستند. به صورت کلی اگر آهن و نیکل در ساختاری مکعبی شکل باشند مکان قرارگیری آهن بهتر است در داخل و نیکل در بیرون باشد، زیرا از نظر انرژی برای دو اتم نیکل نامطلوب است که موقعیت‌های نزدیکترین همسایه را اشغال کنند.
پیوندهای فلز-فلز در فواصل بزرگتر اتفاق می‌افتند. قابل پیش‌بینی است که پیوندهای فلز-فلز پایدارتر طول پیوند طولانی تری از پیوندهای ناپایدار داشته باشند باشد. این مطلب با این حقیقت که که طول پیوند آهن-نیکل بین طول پیوند نیکل-نیکل و آهن-آهن قرار دارد، نشان داده می‌شود. هنگامی که پیوند در این ساختارها مورد بررسی قرار می‌گیرد، نتیجه می‌شود که کم‌ترین ساختار خوشه‌ای از آهن و نیکل توسط هندسه‌هایی با حداکثر تعداد پیوند Fe-Fe و تعداد کمی پیوند Ni-Ni داده می‌شود.

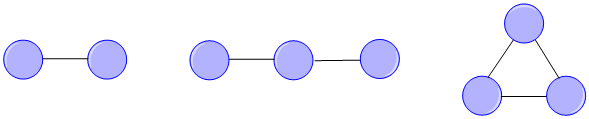
شکل ۲: آرایش مولکولی کوچک

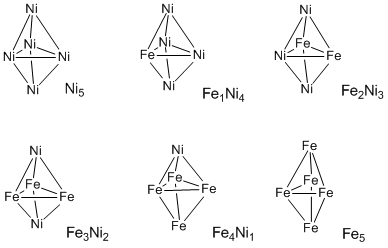
شکل ۳: هندسه خوشه‌های پنج اتمی Fe-Ni

ساده‌ترین خوشه‌های آهن-نیکل از پیوند یک اتم آهن و نیکل تشکیل شده‌است. با اضافه کردن یک اتم دیگر می‌توان ساختارهای پیچیده تری را ایجاد کرد. برخی از تصاویر هندسی نمونه در شکل ۲ نشان داده شده‌است.
همه خوشه‌های آهن-نیکل مقداری از هندسه معمولی دارای پیچ خوردگی هستند که این مقدار با افزایش اتم‌های آهن افزایش می‌یابد.
دقت داشته باشید که چگونه در دیاگرام خوشه بالا، همان‌طور که آقای رولمن و همکارانش محاسبه کردند، تقارن خوشه از یک جسم هشت سطحی خالص(D3h) به یک هرم(C4v) در همان لحظه ای که اتم‌های آن اضافه می‌شوند.

### واکنش پذیری و پایداری
پیوند نسبی بین اتم‌های نیکل درn(FeNi) ضعیف است بنابراین می‌توان پایداری این خوشه‌ها را با افزایش پیوندهای Fe-Fe و Fe-Ni افزایش داد. از مشخصه‌های پایداری در خوشه‌های آهن-نیکل ، انرژی پیوند است، انرژی پیوند، مقداری انرژی مود نیاز جهت شکستن پیوند بین دو اتم است. هر چه انرژی پیوند بیشتر باشد، پیوند قوی تر است.
میانگین گشتاور مغناطیسی در یک خوشه Fe-Ni با جایگزین شدن بیشتر و بیشتر اتم‌های آهن افزایش می‌یابد. گشتاور مغناطیسی محلی Ni با افزایش متناسب اتم‌های آهن کاهش می‌یابد. این به دلیل انتقال بار از مدارهای 4s نیکل و اتم‌های آهن به اوربیتال‌های ۳ بعدی نیکل است.
در زیر یک جدول از طول پیوند(R e)، انرژی پیوند (E)، و گشتاور مغناطیسی (M) از خوشه‌های کوچک Fe2، Ni2 و FeNi از دو نویسنده آورده شده‌است. توجه کنید که چگونه هر دو نویسنده نشان می‌دهند که Fe 2 دارای کمترین طول پیوند، کمترین انرژی اتصال و بزرگترین گشتاور مغناطیسی ترکیبات خوشه‌ای است.
|          | R e  | R e  | R e  | E ب  | E ب  | E ب  | م    | م    | م    |
| نویسنده  | Fe 2 | Ni 2 | FeNi | Fe 2 | Ni 2 | FeNi | Fe 2 | Ni 2 | FeNi |
| -------- | ---- | ---- | ---- | ---- | ---- | ---- | ---- | ---- | ---- |
| ناکازاوا | ۲٫۱۵ | ۲٫۳۸ | ۲٫۳۴ | ۰٫۶۴ | ۰٫۸۰ | ۲٫۰۴ | ۹    | ۳    | ۵    |
| رائو     | ۲٫۰۲ | ۲٫۱۴ | ۲٫۰۸ | ۱٫۷۰ | ۲٫۸۳ | ۲٫۳۳ | ۶    | ۲    | ۴    |

جدولی دیگر زیر آمده‌است که اطلاعاتی نظیر طول پیوند (R e)، انرژی پیوند (E) و گشتاور مغناطیسی (M) خوشه‌های Fe-Ni که شامل پنج اتم می‌باشد را نشان داده‌است.
|           |       | R e       | R e       | R e        |      |            |
| خوشه      | تقارن | Fe–Fe     | Fe–Ni     | Ni–Ni      | E ب  | M کل       |
| --------- | ----- | --------- | --------- | ---------- | ---- | ---------- |
| Ni 5      | D 3h  | -         | -         | ایکس       | ۲٫۴۰ | ۴٫۰۰       |
| [ ۵ ]     | C 4v  | -         | -         | ۲٫۴۳       | ۱٫۳۴ | ۷٫۰۰       |
| [ ۵ ]     | D 3h  | -         | -         | ۲٫۰۳، ۲٫۴۷ | ۱٫۳۷ | ۵          |
| Fe 1 Ni 4 | -     | -         | -         | -          | ۲٫۴۸ | ۸٫۰        |
| [ ۵ ]     | C 4v  | -         | ۲٫۴۹      | ۲٫۴۳       | ۱٫۵  | ۱۱٫۰       |
| Fe 2 Ni 3 | D 3h  | -         | -         | -          | ۲٫۵۴ | ۱۱٫۹۸      |
| [ ۵ ]     | C 2v  | ۳٫۵۶      | ۲٫۴۹      | ۲٫۴۶       | ۱٫۵۴ | ۱۳         |
| [ ۵ ]     | C s   | ۲٫۴۶      | ۲٫۴۹٬۲٫۵۱ | ۲٫۳۱٬۲٫۴۳  | ۱٫۴۶ | ۱۱         |
| Fe 3 Ni 2 | -     | -         | -         | -          | ۲٫۵۹ | ۱۲٫۰       |
| [ ۵ ]     | C 2v  | ۲٫۹۰      | ۲٫۳۸٬۲٫۵۹ | -          | ۱٫۵۸ | ساعت ۱۵٫۰۰ |
| [ ۵ ]     | C s   | ۲٫۴۸٬۲٫۵۴ | ۲٫۴۶٬۲٫۶۱ | ۲٫۵۶       | ۱٫۵۸ | ۹٫۰۰       |
| Fe 4 Ni 1 | C 4v  | -         | -         | -          | ۲٫۵۷ | ساعت ۱۶٫۰۰ |
| [ ۵ ]     | C 4v  | ۲٫۶۴      | ۲٫۳۴      | -          | ۱٫۶۹ | ساعت ۱۵٫۰۰ |
| Fe 5      | C 4v  | -         | -         | -          | ۲٫۴۸ | ۱۶٫۰۳      |
| [ ۵ ]     | C 4v  | ۲٫۵۲٬۲٫۵۶ | -         | -          | ۱٫۷۲ | ساعت ۱۹٫۰۰ |

## خواص مغناطیسی
خواص مغناطیسی خوشه‌های فلزی به میزان زیادی وابسته به اندازه و لیگاندهای سطحی آنها است. به‌طور کلی، گشتاورهای مغناطیسی در خوشه‌های فلزی کوچک بزرگ‌تر از ساختار فلزی توده‌ای ماکروسکوپی است. این با پیوندهای فلز-فلز طولانی‌تر در ساختارهای خوشه ای نسبت به ساختارهای توده توضیح داده می‌شود، که نتیجه ویژگی بزرگتر پیوندهای فلز-فلز در خوشه است. با افزایش اندازه خوشه، گشتاورهای مغناطیسی به مقادیر توده نزدیک می‌شوند، اگرچه پیش‌بینی محاسباتی این اغلب دشوار است.
دفع کردن(quench) مغناطیسی یک پدیده بسیار با اهمیت می‌باشد که اطلاعات خوبی از خوشه‌های نیکل در این باره وجود دارد و نشان دهنده تأثیر بیار زیاد لیگاندها بر مغناطیس خوشه‌های فلزی است. لیگاندهای CO باعث می‌شوند که گشتاورهای مغناطیسی اتم‌های نیکل در سطح به صفر برسد و گشتاور مغناطیسی اتم‌های Ni درونی به ۰٫۵ μB کاهش یابد.
محاسبات انجام شده در تئوری تابعی چگالی نشان می‌دهد اثرات الکترونیکی ناشی از لیگاند فقط به اتم‌های نیکل در سطح محدود شده و به دیگر اتم‌های خوشه داخلی خللی وارد نکرده و آشفته نمی‌شوند. یافته‌های تجربی دو اتم خوشه‌ای متمایز الکترونیکی، اتم‌های داخلی و اتم‌های سطحی را توصیف کرده‌اند. این نتایج نشان دهنده تأثیر قابل توجهی است که اندازه یک خوشه بر ویژگی‌های آن، مغناطیسی و غیره دارد.

## خوشه‌های Fe-Ni در زیست‌شناسی
خوشه‌های فلزی Fe-Ni برای تولید انرژی در بسیاری از باکتری‌ها حیاتی هستند. یک منبع اصلی انرژی در باکتری‌ها اکسیداسیون و احیای H 2 است که توسط آنزیم‌های هیدروژناز انجام می‌شود.
این آنزیم‌ها می‌توانند یک گرادیان بار در سراسر غشای سلولی ایجاد کنند که به عنوان ذخیره انرژی عمل می‌کند. در محیط‌های هوازی، اکسیداسیون و کاهش اکسیژن منبع اولیه انرژی است. با این حال، بسیاری از باکتری‌ها می‌توانند در محیط‌هایی زندگی کنند که عرضه O 2 محدود است و از H 2 به عنوان منبع انرژی اولیه خود استفاده می‌کنند. آنزیم‌های هیدروژنی که به باکتری‌ها انرژی می‌دهند در اطراف محل فعال Fe-Fe یا Fe-Ni متمرکز هستند. H 2 سوخت و ساز بدن است که توسط انسان یا دیگر اشکال زندگی پیچیده استفاده نمی‌شود، اما پروتئین‌ها در میتوکندری زندگی پستانداران به نظر می‌رسد از آنزیم هیدروژناز تکامل یافته، نشان می‌دهد که هیدروژناز یک گام مهم در توسعه تکاملی سوخت و ساز بدن است.

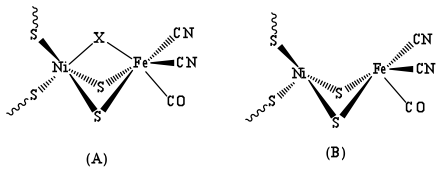
شکل ۲: محل فعال محل فعال Fe-Ni در (A) غیرفعال اکسید شده و (B) شکل احیا شده فعال.

محل فعال آنزیم‌های هیدروژناز حاوی Fe-Ni اغلب از یک یا چند لیگاند گوگرد پل زدن، کربونیل، سیانید و لیگاندهای گوگرد انتهایی تشکیل شده‌است. لیگاندهای سولفور غیر پل زدنی اغلب بقایای اسید آمینه سیستین هستند که محل فعال را به ستون فقرات پروتئین متصل می‌کنند. پیوندهای فلز و فلز بین آهن و نیکل مشاهده نشده‌است. چندین حالت اکسیداسیون هسته آهن-نیکل در انواع آنزیم‌ها مشاهده شده‌است، اگرچه به نظر نمی‌رسد که همه آنها از نظر کاتالیزوری مرتبط باشند.
حساسیت شدید به اکسیژن و مونوکسید کربن این آنزیم‌ها چالشی را در هنگام مطالعه آنزیم‌ها ایجاد می‌کند، اما مطالعات کریستالوگرافیک زیادی انجام شده‌است.
این آنزیم‌ها مطالعات دربارهٔ مدل ساختاری و عملکردی را به انگیزه ایجاد کاتالیز مصنوعی جهت تولید هیدروژن، ترغیب کرد.

## تولید آهن نیکل و هیدروژن
در جستجوی یک منبع انرژی پاک و تجدیدپذیر برای جایگزینی سوخت‌های فسیلی، هیدروژن به عنوان یک سوخت احتمالی برای آینده توجه زیادی را به خود جلب کرده‌است. یکی از چالش‌هایی که برای تحقق این امر باید برطرف شود، روشی کارآمد برای تولید و مصرف هیدروژن است. در حال حاضر، ما فناوری تولید هیدروژن از زغال سنگ، گاز طبیعی، زیست توده و آب را داریم. اکثر هیدروژن تولید شده در حال حاضر از اصلاح گاز طبیعی حاصل می‌شود و از این رو به حذف سوخت فسیلی به عنوان منبع انرژی کمکی نمی‌کند. انواع روش‌های پایدار برای تولید هیدروژن در حال حاضر در حال تحقیق هستند، از جمله تولید هیدروژن خورشیدی، زمین گرمایی و کاتالیزوری.
پلاتین در حال حاضر به تولید هیدروژن استفاده کاتالیز، اما به عنوان پلاتین گران است، یافت شده در عرضه محدود، و به راحتی توسط مونوکسید کربن در طول H 2 تولید مسموم، آن است که عملی برای استفاده در مقیاس بزرگ است. کاتالیزورهای الهام گرفته شده از محل فعال Fe-Ni بسیاری از آنزیم‌های تولیدکننده هیدروژن به دلیل وجود فلزات ارزان و در دسترس بسیار مطلوب هستند.

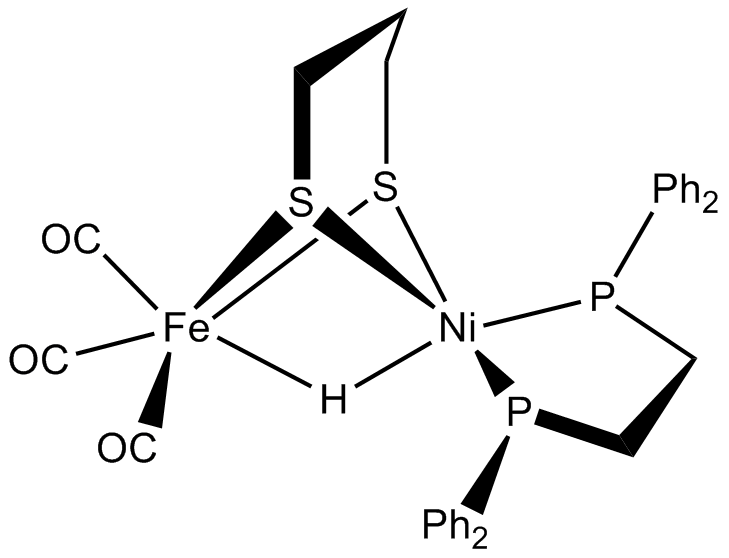
شکل ۳: فقط گزارش پیچیده‌ای است که نشان می‌دهد دودگیری H به H _{2}

سنتز کمپلکس‌های کاتالیزوری بیومیمتیک Fe-Ni، در درجه اول به دلیل حساسیت شدید به اکسیژن چنین کمپلکس‌هایی، دشوار است. تا به امروز، تنها یک نمونه از یک مجموعه مدل Fe-Ni که به اندازه کافی پایدار است تا بتواند دامنه پتانسیل الکترونیکی مورد نیاز برای کاتالیز را تحمل کند، منتشر شده‌است.
هنگام طراحی مجتمع‌های مدل، بسیار مهم برای حفظ ویژگی‌های کلیدی از سایت فعال hydrogenases آهن-نیکل است: آهن آلی فلزی نصفه با CO یا CN - لیگاند، نیکل هماهنگ به لیگاندهای گوگرد ترمینال، و پل thiolate بین فلزات. با حفظ این صفات از سایت فعال آنزیم، امید است که کمپلکس‌های مصنوعی در پتانسیل الکتروشیمیایی لازم برای کاتالیز عمل کنند، فرکانس چرخش بالایی داشته باشند و قوی باشند.